# Seur (equipa ciclista)
Seur é uma antiga equipa de ciclismo espanhola que existiu de 1988 a 1992. O seu diretor desportivo era o Espanhol Maximio Pérez, que tinha criado em 1984 uma pequena estrutura profissional com a equipa Dormilón.

## Histórico da equipa
Em 1988, a sociedade Seur, especializada na entrega rápida de mercadorias em Espanha e Portugal e já presente no ciclismo como co-patrocinador da equipa célebre Reynolds, decide lançar a sua própria equipa apelando a Maximio Pérez, diretor desportivo da equipa Dormilón, que se encontrava sem patrocinador a decorrer o ano de 1988. Desde o ano 1989 a equipa grava a chegada de corredores de renomes entre os quais o basco Jon Unzaga e o italiano Marco Giovannetti.
A equipa consegue a sua maior vitória em 1990 com a vitória final de Marco Giovannetti na Volta a Espanha de 1990.
Mais ambiciosa ainda a equipa grava em 1991 a chegada de importantes corredores da Europa do Leste, como Piotr Ugrumov e Ivan Ivanov, bem como aquele do corredor francês Ronan Pensec, maillot amarelo do Tour de France de 1990 para uma soma a rondar os 35 milhões de pesetas. Após vários anos passados na França nas fileiras da estrutura Peugeot-Z, tem desejado viver uma experiência no estrangeiro. O seu objectivo era sobretudo a Volta a Espanha. Não obstante, que aprende que a equipa não participará no Tour de France, muda ao último momento de equipa para apanhar a formação Amaya.
Em 1992, A Seur abandona o ciclismo e a equipa está retomada pelo grupo Unipublic, sociedade organizadora da Volta a Espanha e toma o nome de Deportpublic.